# Le Bal du gouverneur
Pour plus de détails, voir Fiche technique et Distribution.
Le Bal du gouverneur est un film français réalisé et adapté par Marie-France Pisier de son roman homonyme publié en 1984 aux éditions Grasset & Fasquelle, produit en 1988 et sorti en 1990.

## Synopsis
En 1957, alors que la Nouvelle-Calédonie doit passer du statut de colonie à celui de territoire d'outre-mer et que donc est organisé le tout dernier « bal du gouverneur », la jeune Théa Forestier (Vanessa Wagner), fille du sous-gouverneur Charles Forestier (Didier Flamand) et de son épouse Marie (Kristin Scott Thomas), doit faire face à des évènements qui vont la faire passer de l'adolescence à l'âge adulte. Jeune fille effrontée, entretenant des relations fortes avec sa meilleure amie Isabelle (Edwige Navarro) qu'elle terrorise et son jeune frère Benoît (Renaud Ménager) qu'elle martyrise et défend à la fois, elle mène alors une vie insouciante dans cette colonie tropicale. Mais tout se transforme rapidement. Ses parents s'éloignent l'un de l'autre en raison de la relation ambiguë que Marie entretient avec le Dr Michel Royan (Laurent Grévill), médecin anti-conformiste et défenseur à la fois des Kanaks et des ouvriers de l'usine de la Société « Le Nickel ». Mais surtout, elle apprend qu'Isabelle lui a caché qu'elle allait bientôt quitter l'île en raison de la mutation de son père.

## Fiche technique
- Titre : Le Bal du gouverneur
- Réalisation : Marie-France Pisier
- Scénario : Marie-France Pisier
- Images : Denis Lenoir
- Costumes : Christian Gasc
- Musique : Khalil Chahine
- Production : Philippe Carcassonne pour Cinéa et FR3 Cinéma
- Distributeur : UGC
- Pays d'origine :  France
- Format : Couleurs - 35 mm
- Genre : drame
- Durée : 98 minutes
- Date de sortie : 28 février 1990

## Distribution
- Vanessa Wagner : Théa Forestier
- Kristin Scott Thomas : Marie Forestier
- Didier Flamand : Charles Forestier
- Edwige Navarro : Isabelle Demur
- Laurent Grévill : Dr Michel Royan
- Renaud Ménager : Benoît Forestier
- Jacques Sereys : Le gouverneur
- Julien Kouchner : Jean-Baptiste
- Hélène de Saint-Père : Le professeur
- Gaëlle Durand : Marianne
- Maïté Nahyr : Mlle Reiche
- Pascal Tjibaou : L'enfant kanak
- Pascal Aubier : Le gardien de phare

## Autour du film
- Le film a en partie été tourné :
  - à Nouméa en Nouvelle-Calédonie, où se déroule l’intrigue datée de la fin des années 1950. Théa et Isabelle, héroïnes du roman et du film, sillonnent à pied et à vélo le quartier du centre ville et la Colline aux Oiseaux qui domine la résidence du gouverneur (devenue la résidence du Haut-Commissaire de la République en 1982) et s'élève jusqu'au sémaphore, point de ralliement des deux adolescentes. Ce bâtiment existe toujours même s'il a perdu sa lanterne de phare en 1980 ce qui explique le décalage entre le roman autobiographique où Théa tente d'éteindre le phare et le film, daté de 1984,  où le phare Amédée  est le théâtre de la même tentative. Anse Vata et la Baie des Citrons sont les sites balnéaires de Nouméa où se retrouvent occasionnellement les différents personnages
- mais aussi dans les Alpes-Maritimes
  - à Antibes et
  - à Nice
- ou encore en studio à Paris.

- Le roman, autant que le film sont en grande partie autobiographiques, même si les noms ont été changés, et évoquent donc l’enfance de Marie-France Pisier en Nouvelle-Calédonie où son père était administrateur colonial. Le second film de Marie-France Pisier, Comme un avion, sorti en 2002, évoque quant à lui le suicide ultérieur de ses parents. Le nom de Forestier est repris d’ailleurs pour désigner sa famille, même si les prénoms sont changés par rapport au Bal du gouverneur.
- Le film et le roman contiennent quelques imprécisions chronologiques : en 1957, la Nouvelle-Calédonie n’est plus une colonie mais déjà un territoire d'outre-mer depuis 1946. Toutefois il est vrai que les Kanaks n'ont obtenu le droit de vote qu’en 1957 tandis que la loi-cadre Defferre donne à tous les territoires d’outre-mer plus d'autonomie. Dans le roman et le film, Théa se rend à la rame jusqu'au phare de Nouméa afin de l'éteindre et empêcher le navire qui doit embarquer le lendemain son amie d'arriver : or, le seul phare qui contrôle l'entrée du lagon à l'approche de Nouméa est le phare Amédée, situé à 10,5 milles marins, soit environ 19,5 km, de la côte. De plus, à la fin du film, il est fait mention de « bagnards » ; or, la colonisation pénale a cessé en 1897, et les derniers prisonniers du bagne avaient tous fini leur peine dans les années 1930.[réf. souhaitée]